# Dyskografia Męskiego Grania
Dyskografia Męskiego Grania – dyskografia polskiego festiwalu muzycznego Męskie Granie. Lista obejmuje 18 albumów koncertowych zawierających nagrania z festiwalu, 2 kompilacje, 36 singli (w 16 dorocznych hymnów festiwalu i 20 koncertowych, pochodzących z albumów) i 15 teledysków do hymnów. Artykuł zawiera informacje o datach premiery, wytwórniach muzycznych, nośnikach, pozycjach na listach przebojów, sprzedaży i certyfikatach Związku Producentów Audio-Video.

## Albumy

### Albumy koncertowe
| Rok                                                     | Tytuł                                                                           | Informacje wydawnicze                                                                                                  | Najwyższe pozycje na listach sprzedaży | Najwyższe pozycje na listach sprzedaży | Najwyższe pozycje na listach sprzedaży | Najwyższe pozycje na listach sprzedaży | Liczba sprzedanych egzemplarzy | Certyfikat ZPAV    |
| Rok                                                     | Tytuł                                                                           | Informacje wydawnicze                                                                                                  | OLiS                                   | OLiS fiz.                              | OLiS str.                              | OLiS win.                              | Liczba sprzedanych egzemplarzy | Certyfikat ZPAV    |
| ------------------------------------------------------- | ------------------------------------------------------------------------------- | --- | -------------------------------------- | -------------------------------------- | -------------------------------------- | -------------------------------------- | ------------------------------ | ------------------ |
| 2010                                                    | Męskie Granie                                                                   | - Data premiery: 19 listopada 2010 - Wytwórnia: Polskie Radio - Nośniki: 2×CD+DVD · digital download · streaming       | 8                                      | –                                      | –                                      | –                                      | 30 000                         | platynowa płyta    |
| 2011                                                    | Męskie Granie 2011                                                              | - Data premiery: 31 października 2011 - Wytwórnia: Polskie Radio - Nośniki: 3×CD+DVD · digital download · streaming    | 34                                     | –                                      | –                                      | –                                      | 30 000                         | platynowa płyta    |
| 2012                                                    | Męskie Granie 2012                                                              | - Data premiery: 3 grudnia 2012 - Wytwórnia: Polskie Radio - Nośniki: 2×CD · digital download · streaming              | 46                                     | –                                      | –                                      | –                                      |                                |                    |
| 2013                                                    | Męskie Granie 2013                                                              | - Data premiery: 9 września 2013 - Wytwórnia: Polskie Radio - Nośniki: 2×CD · digital download · streaming             | 5                                      | –                                      | –                                      | –                                      |                                |                    |
| 2014                                                    | Męskie Granie 2014                                                              | - Data premiery: 19 września 2014 - Wytwórnia: Polskie Radio - Nośniki: 2×CD · digital download · streaming            | 2                                      | –                                      | –                                      | –                                      | 30 000                         | platynowa płyta    |
| 2015                                                    | Męskie Granie 2015                                                              | - Data premiery: 30 października 2015 - Wytwórnia: Polskie Radio - Nośniki: 2×CD · digital download · streaming        | 4                                      | –                                      | –                                      | –                                      | 30 000                         | platynowa płyta    |
| 2016                                                    | Męskie Granie 2016                                                              | - Data premiery: 10 listopada 2016 - Wytwórnia: Polskie Radio - Nośniki: 2×CD · digital download · streaming           | 4                                      | 63                                     | –                                      | –                                      | 60 000                         | 2× platynowa płyta |
| 2017                                                    | Męskie Granie 2017                                                              | - Data premiery: 10 listopada 2017 - Wytwórnia: Polskie Radio - Nośniki: 2×CD · digital download · streaming           | 2                                      | 71                                     | –                                      | –                                      | 30 000                         | platynowa płyta    |
| 2018                                                    | Męskie Granie 2017. Dogrywka                                                    | - Data premiery: 23 lutego 2018 - Wytwórnia: Polskie Radio - Nośniki: CD · digital download · streaming                | 5                                      | –                                      | –                                      | –                                      |                                |                    |
| 2018                                                    | Męskie Granie 2018                                                              | - Data premiery: 16 listopada 2018 - Wytwórnia: Polskie Radio - Nośniki: 2×CD · digital download · streaming           | 2                                      | 52                                     | –                                      | –                                      | 90 000                         | 3× platynowa płyta |
| 2019                                                    | Męskie Granie 2019                                                              | - Data premiery: 15 listopada 2019 - Wytwórnia: Polskie Radio - Nośniki: 2×CD · digital download · streaming           | 1                                      | 68                                     | –                                      | –                                      | 60 000                         | 2× platynowa płyta |
| 2020                                                    | Męskie Granie 2019. Dogrywka                                                    | - Data premiery: 17 kwietnia 2020 - Wytwórnia: Polskie Radio - Nośniki: CD · digital download · streaming              | 8                                      | –                                      | –                                      | –                                      |                                |                    |
| 2020                                                    | Męskie Granie 2020                                                              | - Data premiery: 4 grudnia 2020 - Wytwórnia: Mystic - Nośniki: CD · digital download · streaming · LP · kaseta         | 1                                      | –                                      | –                                      | 3                                      | 30 000                         | platynowa płyta    |
| 2021                                                    | Męskie Granie 2021                                                              | - Data premiery: 3 grudnia 2021 - Wytwórnia: Mystic - Nośniki: 2×CD · digital download · streaming · 2×LP · box set    | 1                                      | 21                                     | –                                      | 1                                      | 60 000                         | 2× platynowa płyta |
| 2022                                                    | Tribute to Krzysztof Krawczyk. Urbański Orkiestra i Goście (Urbański Orkiestra) | - Data premiery: 30 września 2022 - Wytwórnia: Sony - Nośniki: CD · digital download · streaming · LP · box set        | 6                                      | 39                                     | –                                      | –                                      | 15 000                         | złota płyta        |
| 2022                                                    | Męskie Granie 2022                                                              | - Data premiery: 25 listopada 2022 - Wytwórnia: Mystic - Nośniki: 2×CD · digital download · streaming · 2×LP · box set | 2                                      | 5                                      | –                                      | 2                                      | 15 000                         | złota płyta        |
| 2023                                                    | Męskie Granie 2023                                                              | - Data premiery: 24 listopada 2023 - Wytwórnia: Mystic - Nośniki: 2×CD · digital download · streaming · 2×LP · box set | 1                                      | 1                                      | 22                                     | 2                                      |                                |                    |
| 2024                                                    | Męskie Granie 2024                                                              | - Data premiery: 29 listopada 2024 - Wytwórnia: Mystic - Nośniki: 2×CD · digital download · streaming · 2×LP · box set | 1                                      | 1                                      | 94                                     | 1                                      |                                |                    |
| „–” oznacza, że album nie był notowany na danej liście. |                                                                                 | |                                        |                                        |                                        |                                        |                                |                    |

### Kompilacje
| Rok                                                     | Tytuł                   | Informacje wydawnicze                                                   | Najwyższe pozycje na listach sprzedaży | Najwyższe pozycje na listach sprzedaży |
| Rok                                                     | Tytuł                   | Informacje wydawnicze                                                   | OLiS                                   | OLiS win.                              |
| ------------------------------------------------------- | ----------------------- | ----------------------------------------------------------------------- | -------------------------------------- | -------------------------------------- |
| 2014                                                    | 5 lat Męskiego Grania   | - Data premiery: 1 grudnia 2014 - Wytwórnia: Polskie Radio - Nośnik: LP | –                                      | –                                      |
| 2019                                                    | Męskie Granie 2010–2019 | - Data premiery: 2019 - Wytwórnia: Mystic - Nośniki: CD · LP            | 7                                      | 3                                      |
| „–” oznacza, że album nie był notowany na danej liście. |                         |                                                                         |                                        |                                        |

## Single

### Hymny Męskiego Grania
| Rok | Tytuł                         | Wykonawcy                                                                                       | Najwyższe pozycje na listach przebojów | Najwyższe pozycje na listach przebojów | Najwyższe pozycje na listach przebojów | Najwyższe pozycje na listach przebojów | Najwyższe pozycje na listach przebojów | Najwyższe pozycje na listach przebojów | Certyfikat ZPAV     |
| Rok | Tytuł                         | Wykonawcy                                                                                       | OLiA                                   | OLiS str.                              | Spotify                                | LP3                                    | 357                                    | SLiP                                   | Certyfikat ZPAV     |
| --- | ----------------------------- | ----------------------------------------------------------------------------------------------- | -------------------------------------- | -------------------------------------- | -------------------------------------- | -------------------------------------- | -------------------------------------- | -------------------------------------- | ------------------- |
| 2010 | „Wszyscy muzycy to wojownicy” | Wojciech Waglewski, Maciej Maleńczuk i Abradab                                                  | –                                      | –                                      | –                                      | 2                                      | X                                      | –                                      |                     |
| 2011 | „Kobiety nam wybaczą”         | Wojciech Waglewski, Lech Janerka, Spięty, Fisz i Leszek Możdżer                                 | –                                      | –                                      | –                                      | 27                                     | X                                      | –                                      |                     |
| 2012 | „Ognia!”                      | Nosowska i Marek Dyjak                                                                          | –                                      | –                                      | –                                      | 14                                     | X                                      | –                                      |                     |
| 2013 | „Jutro jest dziś”             | Nosowska i O.S.T.R.                                                                             | –                                      | –                                      | –                                      | 9                                      | X                                      | –                                      |                     |
| 2014 | „Elektryczny”                 | Męskie Granie Orkiestra 2014: Brodka, Olaf Deriglasoff, Emade, Dawid Podsiadło i Andrzej Smolik | –                                      | –                                      | –                                      | 1                                      | X                                      | –                                      |                     |
| 2015 | „Armaty”                      | Męskie Granie Orkiestra 2015: Fisz, Mela Koteluk i Andrzej Smolik                               | –                                      | –                                      | –                                      | 5                                      | X                                      | –                                      |                     |
| 2016 | „Wataha”                      | Męskie Granie Orkiestra 2016: Tomasz Organek, O.S.T.R. i Dawid Podsiadło                        | –                                      | –                                      | 83                                     | 1                                      | X                                      | –                                      |                     |
| 2017 | „Nieboskłon”                  | Męskie Granie Orkiestra 2017: Brodka, Tomasz Organek i Piotr Rogucki                            | –                                      | –                                      | 191                                    | 1                                      | X                                      | –                                      |                     |
| 2018 | „Początek”                    | Męskie Granie Orkiestra 2018: Kortez, Dawid Podsiadło i Krzysztof Zalewski                      | 2                                      | –                                      | 2                                      | 1                                      | X                                      | 1                                      | diamentowa płyta    |
| 2019 | „Sobie i Wam”                 | Męskie Granie Orkiestra 2019: Nosowska, Igo, Tomasz Organek i Krzysztof Zalewski                | 2                                      | –                                      | 6                                      | 1                                      | X                                      | 1                                      | platynowa płyta     |
| 2020 | „Świt”                        | Męskie Granie Orkiestra 2020: Daria Zawiałow, Król i Igo                                        | 1                                      | –                                      | 27                                     | X                                      | X                                      | 1                                      | platynowa płyta     |
| 2021 | „I Ciebie też, bardzo”        | Męskie Granie Orkiestra 2021: Daria Zawiałow, Dawid Podsiadło i Vito Bambino                    | 1                                      | 49                                     | 3                                      | X                                      | 2                                      | 1                                      | 2× diamentowa płyta |
| 2022 | „Jest tylko teraz”            | Męskie Granie Orkiestra 2022: Bedoes, Krzysztof Zalewski i Kwiat Jabłoni                        | 10                                     | –                                      | 39                                     | X                                      | 1                                      | 6                                      |                     |
| 2023 | „Supermoce”                   | Męskie Granie Orkiestra 2023: Igo, Mrozu i Vito Bambino                                         | 1                                      | 3                                      | 2                                      | X                                      | 1                                      | 4                                      | 3× platynowa płyta  |
| 2024 | „Wolne duchy”                 | Męskie Granie Orkiestra 2024: Daria Zawiałow, Mrozu i Kacperczyk                                | 2                                      | 37                                     | 31                                     | 6                                      | 5                                      | 13                                     | złota płyta         |
| 2025 | „To bardzo ziemskie”          | Męskie Granie Orkiestra 2025: Igor Herbut, Ralph Kaminski, Błażej Król i Natalia Przybysz       | –                                      | 51                                     | –                                      | –                                      | –                                      | –                                      |                     |
| „–” oznacza, że singel nie był notowany na danej liście. „X” oznacza, że lista przebojów nie istniała w danym okresie. |                               |                                                                                                 |                                        |                                        |                                        |                                        |                                        |                                        |                     |

### Koncertowe
| Rok | Tytuł                                            | Wykonawcy                                                                                              | Najwyższe pozycje na listach przebojów | Najwyższe pozycje na listach przebojów | Najwyższe pozycje na listach przebojów | Najwyższe pozycje na listach przebojów | Certyfikat ZPAV | Album                                                      |
| Rok | Tytuł                                            | Wykonawcy                                                                                              | OLiA                                   | Spotify                                | LP3                                    | 357                                    | Certyfikat ZPAV | Album                                                      |
| --- | ------------------------------------------------ | --- | -------------------------------------- | -------------------------------------- | -------------------------------------- | -------------------------------------- | --------------- | ---------------------------------------------------------- |
| 2015 | „Obracam w palcach złoty pieniądz”               | Męskie Granie Orkiestra 2015, gościnnie: Krzysztof Zalewski                                            | –                                      | 14                                     | –                                      | X                                      |                 | Męskie Granie 2015                                         |
| 2015 | „Jestem sam”                                     | Męskie Granie Orkiestra 2015, gościnnie: Tomasz Organek                                                | –                                      | 19                                     | –                                      | X                                      |                 | Męskie Granie 2015                                         |
| 2016 | „Lipstick on the Glass”                          | Męskie Granie Orkiestra 2016: Dawid Podsiadło                                                          | –                                      | 5                                      | –                                      | X                                      |                 | Męskie Granie 2016                                         |
| 2017 | „Tata dilera/Hardzone”                           | Męskie Granie Orkiestra 2017: Brodka                                                                   | –                                      | 26                                     | –                                      | X                                      |                 | Męskie Granie 2017                                         |
| 2017 | „Śmierć w bikini”                                | Męskie Granie Orkiestra 2017, gościnnie: Michał Kowalonek                                              | –                                      | 26                                     | –                                      | X                                      |                 | Męskie Granie 2017                                         |
| 2019 | „Zazdrość”                                       | Męskie Granie Orkiestra 2019: Krzysztof Zalewski i Igo                                                 | –                                      | 2                                      | –                                      | X                                      |                 | Męskie Granie 2019                                         |
| 2020 | „Sing-Sing”                                      | Męskie Granie Orkiestra 2019: Nosowska, Krzysztof Zalewski i Igo                                       | –                                      | –                                      | –                                      | X                                      |                 | Męskie Granie 2019                                         |
| 2020 | „Płoną góry, płoną lasy”                         | Męskie Granie Orkiestra 2020: Daria Zawiałow, Król i Igo                                               | 70                                     | –                                      | X                                      | X                                      |                 | Męskie Granie 2020                                         |
| 2021 | „Nikt tak pięknie nie mówił, że się boi miłości” | Męskie Granie Orkiestra 2021: Daria Zawiałow i Dawid Podsiadło                                         | –                                      | 54                                     | X                                      | –                                      | platynowa płyta | Męskie Granie 2021                                         |
| 2021 | „Małgośka”                                       | Męskie Granie Orkiestra 2021: Vito Bambino, Daria Zawiałow i Dawid Podsiadło                           | –                                      | –                                      | X                                      | 21                                     | złota płyta     | Męskie Granie 2021                                         |
| 2022 | „Pamiętam Ciebie z tamtych lat”                  | Urbański Orkiestra, gościnnie: Kacperczyk                                                              | –                                      | –                                      | X                                      | –                                      |                 | Tribute to Krzysztof Krawczyk. Urbański Orkiestra i Goście |
| 2022 | „Orkiestra / Pani w obuwniczym”                  | Męskie Granie Orkiestra 2022: Bedoes, Krzysztof Zalewski i Kwiat Jabłoni, gościnnie: WaluśKraksaKryzys | –                                      | –                                      | X                                      | 9                                      |                 | Męskie Granie 2022                                         |
| 2022 | „Kawałek podłogi”                                | Męskie Granie Orkiestra 2022: Bedoes, Krzysztof Zalewski i Kwiat Jabłoni                               | –                                      | –                                      | X                                      | –                                      |                 | Męskie Granie 2022                                         |
| 2023 | „Polskie tango”                                  | Męskie Granie Orkiestra 2022: Bedoes, Krzysztof Zalewski i Kwiat Jabłoni                               | –                                      | –                                      | X                                      | –                                      |                 | Męskie Granie 2022                                         |
| 2023 | „Mój przyjacielu”                                | Urbański Orkiestra, gościnnie: Igo                                                                     | –                                      | –                                      | X                                      | –                                      |                 | Tribute to Krzysztof Krawczyk. Urbański Orkiestra i Goście |
| 2023 | „Party”                                          | Męskie Granie Orkiestra 2023: Igo, Mrozu i Vito Bambino                                                | –                                      | –                                      | X                                      | 6                                      |                 | Męskie Granie 2023                                         |
| 2023 | „Tolerancja”                                     | Męskie Granie Orkiestra 2023: Igo, Mrozu i Vito Bambino, gościnnie: Stanisław Sojka i Leszek Możdżer   | –                                      | –                                      | X                                      | 3                                      |                 | Męskie Granie 2023                                         |
| 2023 | „Miałem już nie tańczyć”                         | Męskie Granie Przestawia: Nosowska i Błażej Król                                                       | –                                      | –                                      | X                                      | –                                      |                 | Męskie Granie 2023                                         |
| 2024 | „Tak… Tak… to ja”                                | Męskie Granie Orkiestra 2024: Daria Zawiałow, Mrozu i Kacperczyk                                       | –                                      | –                                      | –                                      | –                                      |                 | Męskie Granie 2024                                         |
| 2024 | „Nie nie nie”                                    | Męskie Granie Orkiestra 2024: Daria Zawiałow, Mrozu i Kacperczyk                                       | –                                      | –                                      | –                                      | –                                      |                 | Męskie Granie 2024                                         |
| „–” oznacza, że singel nie był notowany na danej liście. „X” oznacza, że lista przebojów nie istniała w danym okresie. |                                                  | |                                        |                                        |                                        |                                        |                 |                                                            |

### Inne certyfikowane utwory
| Rok  | Tytuł          | Wykonawcy                                                                    | Certyfikat ZPAV | Album              |
| ---- | -------------- | ---------------------------------------------------------------------------- | --------------- | ------------------ |
| 2021 | „Mieć czy być” | Męskie Granie Orkiestra 2021: Daria Zawiałow, Dawid Podsiadło i Vito Bambino | złota płyta     | Męskie Granie 2021 |

## Teledyski
| Rok  | Tytuł                            | Wykonawcy                                                                                       | Reżyseria         |        |
| ---- | -------------------------------- | ----------------------------------------------------------------------------------------------- | ----------------- | ------ |
| 2012 | „Ognia!”                         | Nosowska i Marek Dyjak                                                                          | Marta Kacprzak    | [ 29 ] |
| 2013 | „Jutro jest dziś”                | Nosowska i O.S.T.R.                                                                             | –                 | [ 30 ] |
| 2013 | „Jutro jest dziś” (druga wersja) | Nosowska i O.S.T.R.                                                                             | –                 | [ 31 ] |
| 2014 | „Elektryczny”                    | Męskie Granie Orkiestra 2014: Brodka, Olaf Deriglasoff, Emade, Dawid Podsiadło i Andrzej Smolik | Kobas Laksa       | [ 32 ] |
| 2015 | „Armaty”                         | Męskie Granie Orkiestra 2015: Fisz, Mela Koteluk i Andrzej Smolik                               | –                 | [ 33 ] |
| 2016 | „Wataha”                         | Męskie Granie Orkiestra 2016: Tomasz Organek, O.S.T.R. i Dawid Podsiadło                        | –                 | [ 34 ] |
| 2017 | „Nieboskłon”                     | Męskie Granie Orkiestra 2017: Brodka, Tomasz Organek i Piotr Rogucki                            | –                 | [ 35 ] |
| 2018 | „Początek”                       | Męskie Granie Orkiestra 2018: Kortez, Dawid Podsiadło i Krzysztof Zalewski                      | Tadeusz Śliwa     | [ 36 ] |
| 2019 | „Sobie i Wam”                    | Męskie Granie Orkiestra 2019: Nosowska, Igo, Tomasz Organek i Krzysztof Zalewski                | Alan Willmann     | [ 37 ] |
| 2020 | „Świt”                           | Męskie Granie Orkiestra 2020: Daria Zawiałow, Król i Igo                                        | Daniel Jaroszek   | [ 38 ] |
| 2021 | „I Ciebie też, bardzo”           | Męskie Granie Orkiestra 2021: Daria Zawiałow, Dawid Podsiadło i Vito Bambino                    | MYK Collective    | [ 39 ] |
| 2022 | „Jest tylko teraz”               | Męskie Granie Orkiestra 2022: Bedoes, Krzysztof Zalewski i Kwiat Jabłoni                        | Daniel Jaroszek   | [ 40 ] |
| 2023 | „Supermoce”                      | Męskie Granie Orkiestra 2023: Igo, Mrozu i Vito Bambino                                         | Krzysztof Grajper | [ 41 ] |
| 2024 | „Wolne duchy”                    | Męskie Granie Orkiestra 2024: Daria Zawiałow, Mrozu i Kacperczyk                                | Krzysztof Grajper | [ 42 ] |
| 2025 | „To bardzo ziemskie”             | Męskie Granie Orkiestra 2025: Igor Herbut, Ralph Kaminski, Błażej Król i Natalia Przybysz       | Mac Adamczak      | [ 43 ] |